# Chitrella superba
Espèce
Chitrella superba est une espèce de pseudoscorpions de la famille des Syarinidae.

## Distribution
Cette espèce est endémique de Virginie aux États-Unis. Elle se rencontre dans le comté de Shenandoah dans la grotte Madden's Cave.

## Publication originale
- Muchmore, 1973 : The genus Chitrella in America (Pseudoscorpionida, Syarinidae). Journal of the New York Entomological Society, vol. 81, no 3, p. 183-192.